# Шуб Олександр Ісакович
Олександр Ісакович Шуб (31 травня 1890, місто Лепель Вітебської губернії, тепер Вітебської області, Білорусь —23 вересня 1963, місто Москва)  — радянський діяч, відповідальний секретар Прилуцького окружного комітету КП(б)У, український організатор кіновиробництва, керівник ВУФКУ.

## Біографія
Народився в єврейській родині, син службовця—бухгалтера. У 1905 році закінчив трикласне міське училище в Лепелі. З травня 1905 по квітень 1907 року працював репетитором у Мінську. Закінчив екстерном курс реального училища.
З 1905 року брав участь у революційному русі, займався підпільною агітацію серед робітників. З 1906 року був членом групи анархістів-комуністів, мав партійний псевдонім Шубик. У квітні 1907 року заарештований за революційну діяльність, два роки пробув у попередньому ув'язненні в Мінську та Ковно. У 1909 році засуджений Віленською судовою палатою на 6 років каторжних робіт, які були замінені в'язницею. Перебував у в'язницях міста Сосниці Чернігівської губернії, Чернігові та Пінську. З січня по вересень 1915 року перебував в адміністративному засланні в місті Гадячі Полтавської губернії, займався репетиторством.
У вересні 1915 — вересні 1917 року — помічник бухгалтера контори із побудови залізниці та адміністративний засланець в місті Сергачі Нижньогородської губернії. У 1917 році був одним із організаторів Сергацької ради робітничих, селянських і солдатських депутатів. З жовтня 1917 по грудень 1918 року працював репетитором у Мінську та Гадячі.
Член РКП(б) з січня 1919 року.
У січні — вересні 1919 року — помічник Гадяцького повітового військового комісара Полтавської губернії.
У вересні 1919 — лютому 1920 року — редактор газети «Известия» в місті Уфі.
У березні — вересні 1920 року — заступник Гадяцького повітового продовольчого комісара Полтавської губернії. У вересні 1920 — серпні 1921 року — заступник Кобеляцького повітового продовольчого комісара Полтавської губернії.
У серпні 1921 — вересні 1922 року — продовольчий комісар Роменського повітового продовольчого комітету Полтавської губернії. У вересні 1922 — лютому 1923 року — продовольчий комісар Кременчуцького повітового продовольчого комітету.
У лютому — березні 1923 року — відповідальний секретар Прилуцького повітового комітету КП(б)У.
У березні 1923 — грудні 1926 року — відповідальний секретар Прилуцького окружного комітету КП(б)У.
11 грудня 1926 року призначений членом правління і заступником голови Всеукраїнського кіноуправління (ВУФКУ). З 28 травня 1927 року — голова правління ВУФКУ (замість Захара Хелмно). Також став членом колегії Народного комісаріату освіти УСРР. Менше ніж через рік, в березні 1928 року його на цій посаді змінив Іван Воробйов.
Короткий час правління Шуба відзначений його заявами про те, що ВУФКУ має випускати по 100 фільмів на рік, а також першими наступами на автономію ВУФКУ з боку московського «Совкіно», яким протистояв Шуб. Крім того Шуб конфліктував з письменниками, які працювали редакторами кіностудій. Зокрема саме з ініціативи Шуба було звільнено з посади головного редактора Одеської кінофабрики Юрія Яновського. З критикою роботи Шуба виступали Дмитро Бузько, Ґео Шкурупій, Григорій Косинка, Василь Атаманюк.
У січні — вересні 1928 року — завідувач секретаріату і заступник завідувача організаційно-розподільного відділу ЦК КП(б)У в Харкові.
У жовтні 1928 — лютому 1929 року — голова окружної планової комісії виконавчого комітету Козловської окружної ради Центрально-Чорноземної області.
У лютому 1929 — травні 1930 року — голова виконавчого комітету Льговської окружної ради Центрально-Чорноземної області.
З травня по липень 1930 року хворів, лікувався в лікарні міста Курська.
У липні 1930 — березні 1931 року — керуючий Ленінградського бурового тресту в місті Ленінграді.
У березні — жовтні 1931 року — член правління Держбанку СРСР у місті Москві.
У листопаді 1931 — січні 1934 року — заступник голови виконавчого комітету Далекосхідної крайової ради в місті Хабаровську.
З лютого по червень 1934 року хворів, лікувався в лікарні Москви та санаторіях Кисловодська. З серпня 1934 року став пенсіонером республіканського значення за станом здоров'я.
У червні 1934 — січні 1938 року — завідувач сектора радянської роботи, заступник завідувача політико-адміністративного відділу ЦК ВКП(б) у Москві.
У березні 1938 — березні 1940 року — державний арбітр Державного арбітражу при Раді народних комісарів СРСР.
У квітні 1940 — травні 1942 року — адвокат Московської міської колегії адвокатів.
У травні 1942 — березні 1944 року — член колегії Військового трибуналу на Південно-Східному, Сталінградському, Південному і Західному фронтах Протиповітряної оборони СРСР.
У березні 1944 — травні 1949 року — адвокат Московської міської колегії адвокатів.
У травні 1949 — червні 1950 року — адвокат юридичної консультації Свердловського району Москви. З червня 1950 року — адвокат юридичної консультації Совєтського району Москви.
Помер 23 вересня 1963 року в Москві.

## Звання
- капітан юстиції

## Нагороди
- медаль «За оборону Сталінграда»
- медаль «За перемогу над Німеччиною у Великій Вітчизняній війні 1941—1945 рр.» (1945)
- медалі